# 瑞典華人
瑞典華人包括出生地在中华人民共和国的华人，或者祖先来自中国的华人，也可能包括出生地在中華民國（臺灣）和香港的华人。而已经加入或具有瑞典国籍的华人则可称为华裔瑞典人。
瑞典華人成为一个具有规模的社群，也是瑞典最大的亞裔移民社群之一。截至2021年，瑞典境內有37,172名中國大陸移民，來自臺灣為2,055人，香港為615人。這些數據不包括在瑞典出生的這些移民後代。

## 人口統計
在瑞典自己支付学费的外国學生中有25％來自中國。

## 知名人士
- 赵立新：影视演员
- 桂民海：學者、作家、出版界人士
- 李芬：乒乓球运动员
- 陈德亮：气候学家
- 陈迈平：翻译家、教授
- Connie Chiu（英语：Connie Chiu）：模特